# 蓬泰卡普里亞斯卡
蓬泰卡普里亞斯卡是瑞士的城鎮，位於該國南部，由提契諾州負責管轄，面積6.2平方公里，海拔高度447米，2011年人口1,741，七成半人口信奉羅馬天主教，人口密度每平方公里281人。